# Табу (Кот-д'Івуар)
Табу (фр. Tabou) — місто на крайньому південному заході Кот-д'Івуару, провінція Нижня Сасандра.

## Клімат
Місто знаходиться у зоні, котра характеризується мусонним кліматом. Найтепліший місяць — квітень із середньою температурою 26.6 °C (79.9 °F). Найхолодніший місяць — серпень, із середньою температурою 23.9 °С (75 °F).
| Клімат Табу                               | Клімат Табу | Клімат Табу | Клімат Табу | Клімат Табу | Клімат Табу | Клімат Табу | Клімат Табу | Клімат Табу | Клімат Табу | Клімат Табу | Клімат Табу | Клімат Табу | Клімат Табу |
| Показник                                  | Січ.        | Лют.        | Бер.        | Квіт.       | Трав.       | Черв.       | Лип.        | Серп.       | Вер.        | Жовт.       | Лист.       | Груд.       | Рік         |
| Абсолютний максимум, °C                   | 32          | 38          | 35          | 38          | 33          | 37          | 32          | 33          | 32          | 36          | 32          | 37          | 38          |
| Середній максимум, °C                     | 29          | 30          | 30          | 30          | 28          | 27          | 26          | 26          | 26          | 27          | 28          | 28          | 28          |
| Середня температура, °C                   | 26          | 26          | 27          | 27          | 26          | 25          | 25          | 24          | 25          | 25          | 26          | 26          | 26          |
| Середній мінімум, °C                      | 22          | 23          | 23          | 23          | 23          | 23          | 23          | 22          | 23          | 23          | 23          | 23          | 23          |
| Абсолютний мінімум, °C                    | 15          | 17          | 20          | 20          | 17          | 20          | 17          | 18          | 16          | 18          | 20          | 16          | 15          |
| Норма опадів, мм                          | 51.5        | 56.1        | 95.6        | 139.9       | 382.2       | 496.9       | 190.9       | 149.3       | 267.3       | 194         | 175.1       | 135.4       | 2334.2      |
| Днів з опадами                            | 4,7         | 4,9         | 6,9         | 10,8        | 20,8        | 22          | 16          | 18,9        | 21,4        | 17,7        | 15,8        | 10,3        | 170,2       |
| Вологість повітря, %                      | 82.7        | 83.7        | 82.9        | 83.9        | 86.2        | 86.9        | 84.2        | 87.1        | 89.2        | 87.4        | 86          | 84.5        | 85.4        |
| ----------------------------------------- | ----------- | ----------- | ----------- | ----------- | ----------- | ----------- | ----------- | ----------- | ----------- | ----------- | ----------- | ----------- | ----------- |
| Джерело: Weatherbase, Weatherbase (опади) |             |             |             |             |             |             |             |             |             |             |             |             |             |